# Салехард
Салеха́рд (рос. Салехард, ненец. Саля' хард, хант. Пуӆңават) — місто, центр Ямало-Ненецького автономного округу, Росія. Адміністративний центр Салехардського міського округу.

## Географія
Місто розташоване на правому березі річки Полуй, за 2436 км від Москви. За 16 км від Салехарда, знаходиться місто й найближча залізнична станція Лабитнангі.
Салехард — єдине на Землі місто, розташоване на широті північного полярного кола.

### Клімат
Місто розташоване на межі субарктичного і помірного кліматичних поясів. Сумарна сонячна радіація 74 ккал на квадратний сантиметр. Ізотерми січня −23 градуси, липня +14 градусів. Річна кількість опадів становить від 450 до 500 мм. Число днів з сніговим покривом і стійкими морозами — до 200 на рік.
| Клімат Салехарді                           | Клімат Салехарді | Клімат Салехарді | Клімат Салехарді | Клімат Салехарді | Клімат Салехарді | Клімат Салехарді | Клімат Салехарді | Клімат Салехарді | Клімат Салехарді | Клімат Салехарді | Клімат Салехарді | Клімат Салехарді | Клімат Салехарді |
| Показник                                   | Січ.             | Лют.             | Бер.             | Квіт.            | Трав.            | Черв.            | Лип.             | Серп.            | Вер.             | Жовт.            | Лист.            | Груд.            |                  |
| Абсолютний максимум, °C                    | 3,5              | 3,3              | 5,7              | 15,5             | 24,5             | 31,6             | 32,9             | 29,9             | 24,8             | 18,2             | 7,0              | 4,1              |                  |
| Середній максимум, °C                      | −18,8            | −18,5            | −9,9             | −4               | 3,7              | 14,3             | 19,7             | 15,7             | 8,8              | −0,2             | −11,3            | −16,2            |                  |
| Середня температура, °C                    | −23,2            | −22,9            | −14,9            | −9,1             | −0,5             | 9,5              | 14,8             | 11,4             | 5,3              | −3               | −15,3            | −20,7            |                  |
| Середній мінімум, °C                       | −27,8            | −27,4            | −19,9            | −14              | −4,2             | 5,2              | 10,0             | 7,3              | 2,2              | −6               | −19,5            | −25,2            |                  |
| Абсолютний мінімум, °C                     | −51,3            | −53,7            | −47,4            | −38,7            | −30,8            | −11              | −1               | −5,5             | −9,6             | −35,7            | −47,1            | −51,5            |                  |
| Середня кількість сонячних годин на місяць | 4,0              | 48,0             | 135,0            | 209,0            | 233,0            | 270,0            | 307,0            | 185,0            | 96,0             | 57,0             | 18,0             | 0,0              |                  |
| Норма опадів, мм                           | 23               | 19               | 21               | 26               | 37               | 51               | 65               | 69               | 42               | 46               | 28               | 27               |                  |
| Днів з дощем                               | 0,1              | 0                | 0,5              | 3                | 10               | 17               | 18               | 21               | 20               | 9                | 1                | 0                |                  |
| Днів зі снігом                             | 26               | 23               | 23               | 16               | 13               | 2                | 0                | 0                | 3                | 17               | 24               | 27               |                  |
| Вологість повітря, %                       | 83               | 82               | 81               | 78               | 77               | 70               | 72               | 79               | 82               | 86               | 85               | 83               |                  |
| ------------------------------------------ | ---------------- | ---------------- | ---------------- | ---------------- | ---------------- | ---------------- | ---------------- | ---------------- | ---------------- | ---------------- | ---------------- | ---------------- | ---------------- |

## Історія
Місто було засновано 1595 року як фортеця на Обі. До 1933 називалося Обдорськ (від слова «Об»). Назва «Салехард» походить від ненецького «Сале-Харн» — селище на мисі.

## Населення
Населення — 42577 осіб (2010), 36827  (2002) .

## Транспорт
Місто зв'язане поромною переправою через Об (влітку) і льодовою дорогою (взимку) із залізничною станцією Лабитнангі. Ведеться будівництво автодороги Салехард — Надим, причому її головна ділянка Салехард — Аксарка вже збудована. У 1949–1953 роках Салехард був одним з базових пунктів будівництва Трансполярної магістралі (Обський ВТТ та будівництво 501). У місті також є річковий порт (пасажирське сполучення з Ханти-Мансійськом, Омськом і селищами на берегах Обської губи) і аеропорт.
У Салехарді починається недіюча залізнична гілка до Нового Уренгою, що проходить також через Надим. Колись планувався міст через Об між Салехардом і Лабитнангі, який так і не було збудовано (Обський ВТТ та будівництво 501).